# Лудвиг Фердинанд фон Зайн-Витгенщайн-Берлебург
Лудвиг Фердинанд фон Зайн-Витгенщайн-Берлебург (на немски: Ludwig Ferdinand von Sayn-Wittgenstein-Berleburg; * 1 януари 1712 в Берлебург; † 12 февруари 1773 в Берлебург) е граф на Зайн-Витгенщайн-Берлебург.
Той е син на граф Казимир фон Зайн-Витгенщайн-Берлебург (1687 – 1741), господар на Хомбург, Фалендар и Ноймаген, и първата му съпруга графиня Мария Шарлота фон Изенбург-Бюдинген-Вехтерсбах (1687 – 1716), дъщеря на граф Фердинанд Максимилиан I фон Изенбург-Бюдинген (1662 – 1703) и Албертина Мария фон Зайн-Витгенщайн-Берлебург (1663 – 1711), дъщеря на граф Георг Вилхелм фон Зайн-Витгенщайн-Берлебург (1636 – 1684). Внук е на граф Лудвиг Франц фон Зайн-Витгенщайн-Берлебург (1660 – 1694) и графиня Хедвиг София фон Липе-Браке (1669 – 1738).
Полубрат е на София Вилхелмина Кристина (1725 – 1760), омъжена на 11 май 1757 г. за граф Вилхелм Карл Лудвиг фон Золмс-Рьоделхайм-Асенхайм (1699 – 1778).

## Фамилия
Лудвиг Фердинанд фон Зайн-Витгенщайн-Берлебург се жени за 26 юли 1744 г. в дворец Филипсайх при Драйайх за графиня Фридерика Христина София фон Изенбург-Бюдинген-Филипсайх (* 22 юли 1721 във Филипсайх; † 16 август 1772 в Берлебург), дъщеря на Вилхелм Мориц II фон Изенбург-Бюдинген-Филипсайх (1688 – 1772) и първата му съпруга графиня и бургграфиня Амалия Луиза фон Дона-Лаук (1680 – 1723). Те имат четири деца:
- Мария Луиза Вилхелмина (* 13 май 1747; † 15 ноември 1823), омъжена на 26 януари 1766 г. в Берлебург за княз Фридрих Карл фон Вид-Нойвид-Рункел, граф на Изенбург (* 25 декември 1741; † 1 март 1809)
- София Амалия (* 10 юли 1748; † 15 ноември 1823)
- Вилхелм Лудвиг (* 13 март 1751; † 28 януари 1760
- Кристиан Хайнрих фон Зайн-Витгенщайн-Берлебург (* 12 декември 1753; † 4 октомври 1800), граф и от 1792 г. княз на Зайн-Витгенщайн-Берлебург, женен на 17 април 1775 г. за графиня Шарлота Фридерика Франциска фон Лайнинген-Вестербург-Грюнщадт (* 19 август 1759; † 22 януари 1831)